# Pterolophia apiceplagiata
Pterolophia apiceplagiata là một loài bọ cánh cứng trong họ Cerambycidae.